# 9А39
9А39 — советская и российская пуско-заряжающая установка ЗРК 9К37 «Бук».

## Описание конструкции

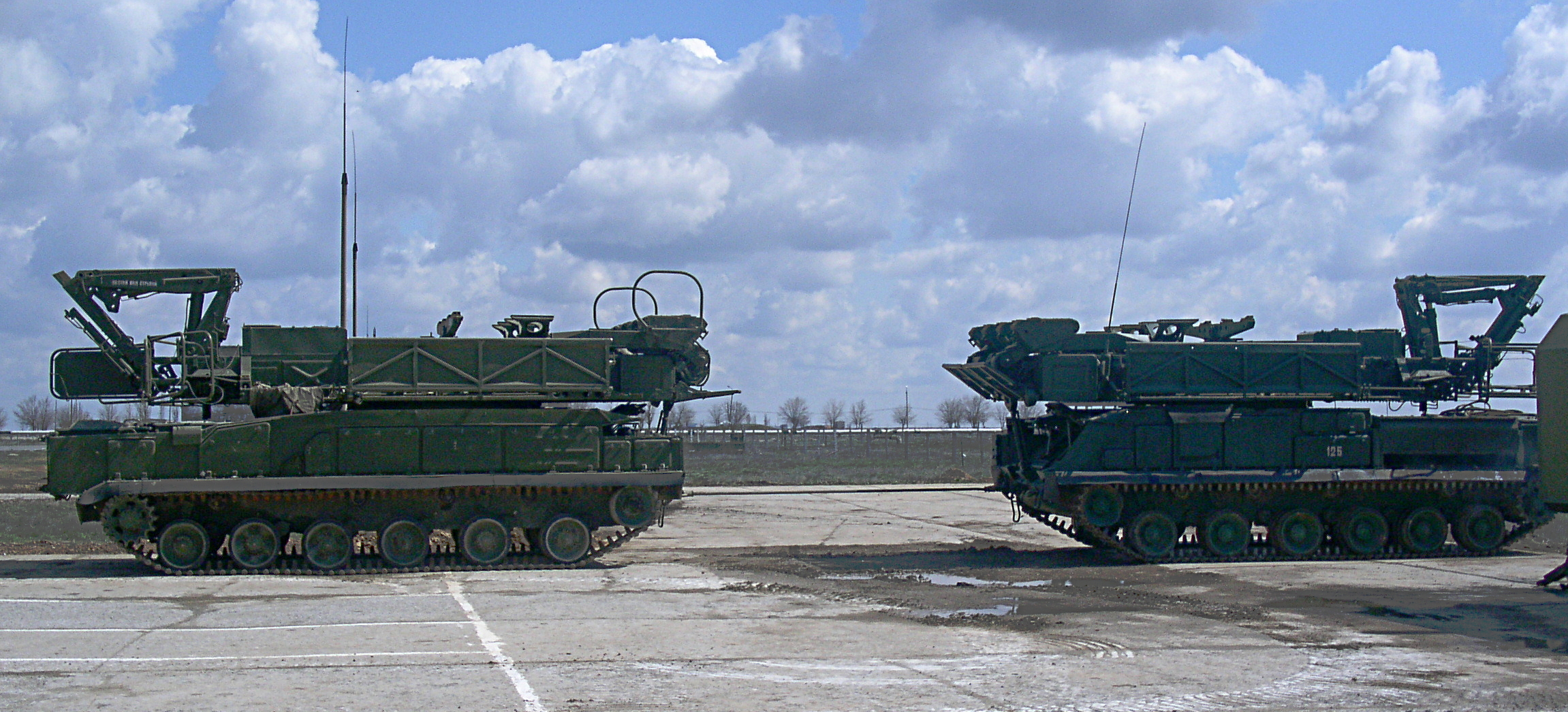
Пуско-заряжающие установки ЗРК «Бук-М1» («Бук-М1-2») и «Бук-М2»

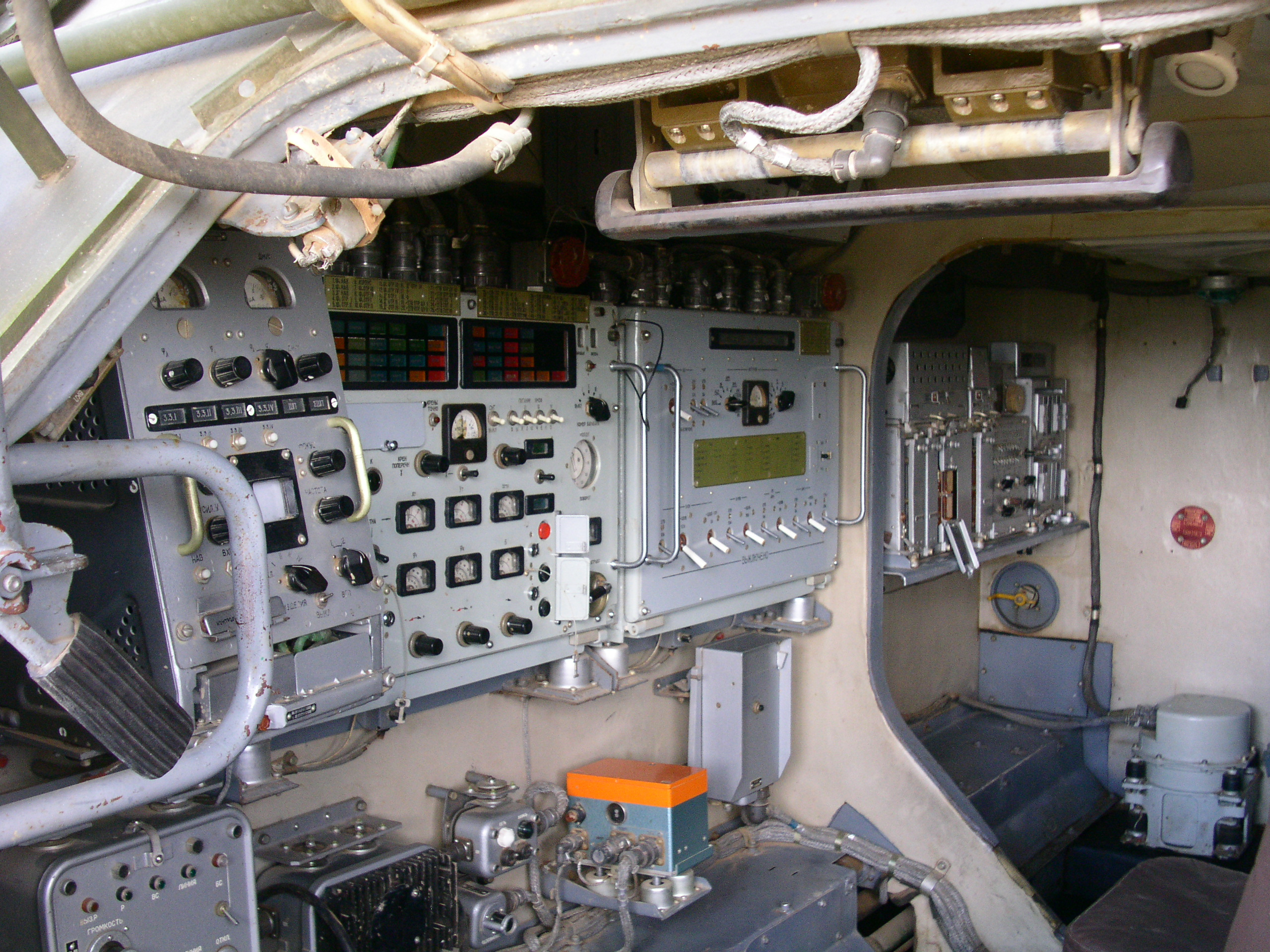
Внутри пуско-заряжающей установки

Основное предназначение ПЗУ 9А39 — перевозка, хранение и запуск ЗУР 9М38. Машина 9А39 способна осуществлять запуск 4 ЗУР, находящихся на пусковом устройстве, а также заряжать его с неподвижных ложементов, на которых размещены ещё 4 ЗУР. Кроме того ПЗУ способна заряжать и разряжать СОУ 9А310. 9А39 совмещает в себе функции транспортно-заряжающей машины и пусковой установки. Зарядка ПЗУ зенитными управляемыми ракетами может осуществляться с транспортной машины. Полный цикл перезарядки 8 единицами ЗУР составляет 26 минут.
В состав ПЗУ 9А39 входят следующие составляющие:
1. Пусковое устройство (9П315);
2. Силовой следящий привод (9И31);
3. Аппаратура синхронной связи (частично заимствована из ЗРК «Куб»);
4. Аппаратура топопривязки и ориентирования (ТНА);
5. Аналоговая вычислительная машина (АВМ);
6. Пульт управления, щит распределения питания, агрегаты питания;
7. Система речевой связи, магнитофон;
8. Кран (9Т321).

### Ходовая часть
В качестве базы используется шасси производства ММЗ, имеющее по классификации ГБТУ обозначение «Объект 577»

## Модификации
- 9А39 — пуско-заряжающая установка ЗРК 9К37 «Бук».
- 9А39М1 — пуско-заряжающая установка ЗРК 9К37М1 «Бук-М1».
- 9А39М1-2 — пуско-заряжающая установка ЗРК 9К37М1-2 «Бук-М1-2».

## Машины на базе
- 9А316 — пуско-заряжающая установка ЗРК 9К317 «Бук-М2». Сокращено время заряжания самоходной огневой установки до 13 мин. Также введена возможность осуществления пуска ракет в составе секции совместно с РПН 9С36. Боевая масса составляет 38 тонн.
- 9А316Э — пуско-заряжающая установка ЗРК 9К317 «Бук-М2Э».
- 9А316ЭК — колёсный вариант пуско-заряжающая установка ЗРК 9К317ЭК «Бук-М2ЭК» на шасси МЗКТ.
- 9А318 — опытный образец пуско-заряжающей установки ЗРК 9К317 «Бук-М2» с 8 готовыми к пуску ракетами.

Пусковая установка ЗРК «Урал»

- 9А320 — буксируемый вариант ПЗУ 9А316, выполненный на колёсном полуприцепе ЧМЗАП (автопоезд 9001), для буксирования тягачом типа КрАЗ. Масса полуприцепа составляет 35 тонн[5].
- 9А39МБ — пуско-заряжающая установка ЗРК «Бук-МБ». Белорусская модификация ПЗУ 9А39. Впервые продемонстрирована на выставке МАКС-2005 в Жуковском[6].

ПЗУ 9А316, 9А318 и 9А320 имеют одинаковую цифровую вычислительную систему и сходную аппаратуру.